# Defile
Defile (iz francoščine défile) je vojaški mimohod enot v paradnem koraku pred višjim poveljstvom in/ali odličniki ob državnih praznikih. Po navadi je mimohod namenjen počastitvi zaslužnih enot v oboroženem konfliktu, počastitvi zaslužnikih poveljnikov oz. obojim.
Prvotno je izraz označeval terensko značilnost velike zoženja terana (npr. soteska), zaradi česar so morale enote zožiti svoj manevrski prostor in bile s tem bolj izpostavljene sovražnikovemu delovanju.